# 吳世澤
吳世澤（1487年—？），字宗仁，號鰲江，福建福州府連江縣学前铺人，明朝政治人物，同進士出身。

## 生平
治《易經》，行一，由國子生中式正德十四年（1519年）己卯科福建鄉試第四十名舉人，嘉靖二年（1523年）癸未科會試第十三名，第三甲第四十三名進士。初授江西庐陵县知县，擢南京礼部主事，升郎中，轉吏部，出守浙江严州府。時遂安县礦贼作乱，世泽捣其巢穴，擒之。衢婺大水，预为之备，民赖以安。擢任广西兵备副使。

## 家族
曾祖吴衡。祖父吴寅，训导。父吴瑲。母趙氏；继母陳氏、宗氏。慈侍下。弟世治、世淵。